# Chaeyoung
Son Chae-young (* 23. April 1999 in Seoul) ist eine südkoreanische Sängerin und Mitglied der Girlgroup Twice. Zumeist tritt sie unter ihrem Mononym Chaeyoung (Hangeul: 채영) auf.

## Leben und Karriere
Chaeyoung wurde mit 14 Jahren bei JYP Entertainment als Trainee der Agentur aufgenommen. Dort trat sie auch kurz in Musikvideos von Got7 und Miss A auf.
Im Juli 2015 ging sie aus der Castingshow Sixteen siegreich hervor, in der sie als eines der neun zukünftigen Mitglieder von Twice ausgewählt wurde. Bei den Songs Missing U, Don’t Give Up, Strawberry und 21:29 wirkte Chaeyoung beim Schreiben der Songtexte mit.

## Kontroversen
Nachdem ihre Gruppenkollegin Nayeon seit Monaten mit einem Stalker zu kämpfen hatte, veröffentlichte dieser im Januar 2020 Chaeyoungs Telefonnummer. Daraufhin kritisierte sie den Stalker in ungewohnt offener Weise auf Instagram.
Im März 2023 trat die Sängerin mit einem T-Shirt der rechtsextremen Verschwörungsideologie QAnon auf. Drei Tage darauf veröffentlichte sie ein Foto auf ihrem Instagram-Account, auf dem sie ein T-Shirt mit einem Hakenkreuz trug. In einem Statement auf Instagram entschuldigte sich Chaeyoung für das Tragen des T-Shirts mit dem Hakenkreuz und erklärte, das Motiv nicht erkannt zu haben. Auch JYP Entertainment, Chaeyoungs Künstleragentur, entschuldigte sich in einem Statement für den Vorfall.